# Bruno Orešar
Bruno Orešar (Zagreb, 21. travnja 1967.) je bivši hrvatski tenisač.

## ATP karijera

### Pojedinačno: 2 (0:2)
| Ishod | Rb. | Godina | Turnir          | Podloga | Finalist    | Rezultat      |
| ----- | --- | ------ | --------------- | ------- | ----------- | ------------- |
| poraz | 1.  | 1988.  | Atena, Grčka    | zemlja  | Horst Skoff | 3:6, 6:2, 2:6 |
| poraz | 2.  | 1989.  | Bastad, Švedska | zemlja  | Paolo Cane  | 6:7, 6:7      |

### Parovi: 1 (0:1)
| Ishod | Rb. | Godina | Turnir      | Podloga | Suigrač     | Finalisti                 | Rezultat |
| ----- | --- | ------ | ----------- | ------- | ----------- | ------------------------- | -------- |
| poraz | 1.  | 1988.  | Boston, SAD | zemlja  | Jaime Yzaga | Jorge Lozano Todd Witsken | 2:6, 5:7 |

## Vanjska poveznica
Profil na ATP-u